# جنك أصفر العيون
جنك أصفر العيون (الاسم العلمي:Junco phaeonotus) (بالإنجليزية: Yellow-eyed Junco)‏ هو نوع من الطيور يتبع جنس الجنك من فصيلة الدُرسات.